# クローズ＝エルミタージュ
クローズ＝エルミタージュ（Crozes-Hermitage）は、フランス南東部オーヴェルニュ＝ローヌ＝アルプ地域圏ドローム県のコミューン。

## 地理
ローヌワインの発祥地であるタン＝レルミタージュのすぐ北に接し、お互いの距離は、2キロあまりである。ヴァランスの北約20kmに位置する。

## 人口統計
| 1911年 | 1962年 | 1968年 | 1975年 | 1982年 | 1990年 | 1999年 |
| ------ | ------ | ------ | ------ | ------ | ------ | ------ |
| 339    | 199    | 220    | 224    | 317    | 375    | 418    |

参照元=INSEE